# Buzeta
Buzeta falu Horvátországban, Sziszek-Monoszló megyében. Közigazgatásilag Glinához tartozik.

## Fekvése
Sziszek városától légvonalban 32, közúton 46 km-re délnyugatra, községközpontjától légvonalban 8, közúton 11 km-re délre, az azonos nevű patak partján fekszik.

## Története
Neve 1284-ben "terra Bluzeta" alakban tűnik fel először. 1327-ben "Bulzeta locus", 1493-ban személynévben "de Bozetha", 1535-ben "de Bwzetha" alakban találjuk. A 16. század második felétől a 17. század végéig török megszállás alatt volt. A környék számos településéhez hasonlóan a 17. század vége felé népesült be Boszniából menekült pravoszlávokkal. 1696-ban a szábor a bánt tette meg a Kulpa és az Una közötti határvédő erők parancsnokává, melyet hosszas huzavona után 1704-ben a bécsi udvar is elfogadott. Ezzel létrejött a Báni végvidék (horvátul Banovina), mely katonai határőrvidék része lett. 1720-ban felépítették első fatemplomát. 1740-ben felépült a falu mai, Illés próféta tiszteletére szentelt pravoszláv temploma. A templom eredetileg a hajtići parókia filiája volt és Szent Miklós tiszteletére volt szentelve. 1745-ben megalakult a Glina központú első báni ezred, melynek fennhatósága alá ez a vidék is tartozott. 1783-ban az első katonai felmérés térképén „Dorf Buszeta” néven szerepel.1881-ben megszűnt a katonai közigazgatás. A falunak 1857-ben 663, 1910-ben 956 lakosa volt. 1918-ban az új szerb-horvát-szlovén állam, majd később Jugoszlávia része lett. A második világháború idején a Független Horvát Állam része volt. A falu 1991. június 25-én a független Horvátország része lett, de szerb lakói a Krajinai Szerb Köztársasághoz csatlakoztak. A falut 1995. augusztus 8-án a Vihar hadművelettel foglalta vissza a horvát hadsereg. A lakosság elmenekült, de később néhány főként idős ember visszatért. A településnek 2011-ben 67 lakosa volt, akik mezőgazdasággal és állattartással foglalkoztak.

## Népesség
| Lakosság változása | Lakosság változása | Lakosság változása | Lakosság változása | Lakosság változása | Lakosság változása | Lakosság változása | Lakosság változása | Lakosság változása | Lakosság változása | Lakosság változása | Lakosság változása | Lakosság változása | Lakosság változása | Lakosság változása | Lakosság változása |
| ------------------ | ------------------ | ------------------ | ------------------ | ------------------ | ------------------ | ------------------ | ------------------ | ------------------ | ------------------ | ------------------ | ------------------ | ------------------ | ------------------ | ------------------ | ------------------ |
| 1857               | 1869               | 1880               | 1890               | 1900               | 1910               | 1921               | 1931               | 1948               | 1953               | 1961               | 1971               | 1981               | 1991               | 2001               | 2011               |
| 663                | 802                | 813                | 900                | 983                | 956                | 970                | 1.043              | 949                | 930                | 816                | 665                | 474                | 390                | 60                 | 67                 |

## Nevezetességei
- Szent Illés próféta tiszteletére szentelt pravoszláv parochiális temploma[5] 1740-ben épült. 1849-ben teljesen megújították. Ikonosztázát a 19. században hozták át a hajtići templomból. Szent Dimitrijt ábrázoló ikonja 1810-ben készült két másik ikonnal együtt, amelyek Szent Györgyöt és Szent Illést ábrázolták. Az épület a második világháború során megsérült, de 1952 és 1953 között helyreállították. A helyreállítás során az épület sokáig tető nélkül állt, emiatt kazettás mennyezetképei károsodtak. A tisztán fából ácsolt épületet, mely a II. világháborút is átvészelte 1995-ben a falut visszafoglaló boszniai horvát csapatok felgyújtották és porig égett. Ma már csak egykori helye ismert.
- A régi iskolaépület a 19. század végén épült klasszicista stílusban. A II. világháború idején 1944-ben gyógyszer elosztóhelyként működött. A falán emléktábla látható.
- A faluban hét régi malom található, tulajdonosai a Novak, Tujnica, Barnjak, Vladić, Prodanića és Mlinčić családok voltak.
- Hagyományos népi építésű házak, háztáji ingatlanok és gazdasági épületek a 14, 15, 20 és 98, illetve a 19, 27, 45, 87, 94, 95, 96 és 111 számok alatt.